# Đovani Roso
Đovani Roso (souvent italianisé en Giovanni Rosso) est un footballeur international croate né le 17 novembre 1972 à Split.

## Biographie
Đovani Roso est né à Split dans une famille d'origine italienne, son nom est d'ailleurs très souvent orthographié à l'italienne Giovanni Rosso.

## Carrière
Roso commence à jouer dans le championnat croate sous le maillot du NK Zadar, puis du NK Zagreb. En 1996, il signe en Israël avec le Hapoël Beer-Sheva, c'est le début d'une longue histoire entre le croate et le championnat d'Israël, Roso y passera la majeure partie de sa carrière, évoluant pour plusieurs des plus grands clubs du pays comme le Maccabi Tel-Aviv ou le Maccabi Haïfa.
Après douze ans en Israël, Roso revient au pays et dans sa ville natale en rejoignant le Hajduk Split.

## Carrière internationale
Đovani Roso a été sélectionné à 19 reprises pour la Croatie, il fut notamment un élément incontournable pour son équipe lors de l'Euro 2004 au Portugal.

## Palmarès
Hapoël Beer-Sheva
- Vainqueur de la Coupe d'Israël en 1997.

 Hapoël Haïfa
- Champion d'Israël en 1999.

 Maccabi Haïfa
- Champion d'Israël en 2002, 2004 et 2005.

## Sélections
- 19 sélections et 1 but avec l'équipe de Croatie de 2002 à 2004.